# Lythrurus fumeus
Lythrurus fumeus är en fiskart som först beskrevs av Barton Warren Evermann 1892.  Lythrurus fumeus ingår i släktet Lythrurus och familjen karpfiskar. Inga underarter finns listade i Catalogue of Life.